# Corropoli
Corropoli est une commune de la province de Teramo, dans les Abruzzes, en Italie.

## Histoire
Au cours de la Seconde Guerre mondiale, le gouvernement fasciste italien y construit le (en) camp d'internement de Corropoli.

## Administration
| Période                                  | Période  | Identité           | Étiquette     | Qualité |
| ---------------------------------------- | -------- | ------------------ | ------------- | ------- |
| 15 juin 2004                             | En cours | Paolo D'Aristotile | Centro-Destra |         |
| Les données manquantes sont à compléter. |          |                    |               |         |

### Hameaux
Accattapane, Centro Storico, Centurati, Colle Mejulano, Gabbiano, Montagnola, Pianagallo, Piane san Donato, Ravigliano, Vibrata.

### Communes limitrophes
Alba Adriatica, Colonnella, Controguerra, Nereto, Sant'Omero, Tortoreto.